# Paul Flory
Paul John Flory (Sterling, Whiteside megye, 1910. június 19. – Big Sur, 1985. szeptember 8.) amerikai fizikai kémikus. 1974-ben kémiai Nobel-díjjal tüntették ki „a makromolekulák fizikai kémiájának kutatásában végzett mind elméleti, mind gyakorlati, alapvető jelentőségű kutatásaiért”.

## Életrajz
1910. június 19-én született az Illinois állambeli Sterlingben, hugenotta–német családba. Paul John Flory hatodik generációs hugenotta–németként született Amerikában. Édesapja Ezra Flory, lelkész–pedagógus volt; édesanyja, aki Martha Brumbaugh néven született, tanítónő volt. Ők voltak az elsők a családjukban, akik főiskolára jártak.
Az Ohio Állami Egyetem Doktori Iskolájában doktorált, ahol a doktori disszertációjához szükséges kutatás a fotokémia és a spektroszkópia területén folyt, Herrick Lee Johnston irányítása alatt.

## Könyvei
- Flory, Paul. (1953) Principles of Polymer Chemistry. Cornell University Press. ISBN 0-8014-0134-8.
- Flory, Paul. (1969) Statistical Mechanics of Chain Molecules. Interscience. ISBN 0-470-26495-0. Reissued 1989. ISBN 1-56990-019-1.
- Flory, Paul. (1985) Selected Works of Paul J. Flory. Stanford Univ Press. ISBN 0-8047-1277-8.